# Манолич
Манолич е село в Югоизточна България. То се намира в община Сунгурларе, област Бургас.

## География
Селото се намира на 22 km от общинския център Сунгурларе и на 95 km от областния център Бургас.
Селото попада в края на така наречената черноморска природо-географска зона в северозападната част на язовир Камчия, в средата на централната част на Източна Стара планина. Зимата е относително мека, като валежите дъжд са повече отколкото снеговете, но в зависимост от зимите пада повече сняг и понякога по-дълго се задържа. Януарската средна температура е около 2 градуса по Целзий, а юлската около 24,5 градуса. Върху климата в селото силно влияние оказва намиращият се наблизо язовир Камчия. Най-близкото село е Велислав, намиращо се на 3 километра от Манолич.

## Население

### Етнически състав
Преброяване на населението през 2011 г.
Численост и дял на етническите групи според преброяването на населението през 2011 г.:
|                     | Численост |
| Общо                | 1211      |
| Българи             | 66        |
| Турци               | 795       |
| Цигани              | -         |
| Други               | -         |
| Не се самоопределят | 8         |
| Неотговорили        | 336       |

## Религии
В село Манолич населението изповядва предимно исляма. През последните 15 години се забелязва намаляване на населението, което мигрира в Сунгурларе, Карнобат, Айтос и най-вече в град Бургас. От Манолич има емигранти в Турция, Великобритания, Испания, Франция, Швеция и Холандия.

## Обществени институции
В село Манолич има едно основно училище – „Св. св. Кирил и Методий“; джамия и народно читалище
Младите хора в Манолич спортуват и до 2022 г. селото има футболен отбор, който се състезава в зоните на Бургаска област.

## Културни и природни забележителности
Районът около язовир Камчия и местността Каменско, която е на няколко километра от село Манолич, са подходящи за туризъм.

## Редовни събития
Маноличлии почитат своите корени и всяка година през втората половина на месец август пътуват до Родопите и в местността Канарата правят курбан за здраве и берекет на изселниците. Това събитие само по себе си е свързано с желанието на всеки жител на Манолич да се върне към корените си, но по-младите вече имат друга визия и постепенно тази традиция може да намали своето значение и потребност от нея на населението. В селото почитат Адрелес (Гергьовден), но предвид това, че населението с родопско самосъзнание вече е понамаляло, тези празници не се честват, както са се чествали преди време. Обикновено се честват мюсюлманските празници Рамазан байрам и Курбан байрам. Нова традиция за населението от село Манолич е ежегодният „молебен“ за дъжд. Колят се 2 – 3 телета,10 – 12 овце, които са дарения все от хората на селото и частни фирми, жители на Манолич и други вярващи или родолюбиви хора. На курбана се канят жителите на съседните села:Велислав, Пчелин, . За всички други гости вратите на маноличлии биват широко отворени. Това събитие няма точно определена дата, но е през летните месеци.

## Кухня
Традиционно кухнята на селото е с преобладаващ родопски оттенък, правят се все още много родопски ястия, както и много ориенталски. Особеност на Манолич е маноличката баница с ориз, баница с картофи и тиквеникът. Местните правят и гроздова ракия и сливова, чиито патент и рецепти по приготвянето са наследили от своите прадеди от Родопите.
До река Камчия, където се очертава началото на язовира, има около 20 бунгала, които са чудесно място за отдих. В района на селото има още живописни места, които са подходящи за отдих, но в генерален план селският туризъм не е добре развит.